# Bekiring
Bekiring is een bestuurslaag in het regentschap Ponorogo van de provincie Oost-Java, Indonesië. Bekiring telt 1848 inwoners (volkstelling 2010).